# Michèle Rozenfarb
Michèle Rozenfarb (* 30. srpna 1948 Cazères) je francouzská spisovatelka a psychoanalytička. Žije v Toulouse.

## Dílo
- Tendre Julie (1992) – román
- Chapeau! (1998) – do češtiny přeložila v roce 2005 pod názvem Klobouk dolů! Helena Beguivinová
Hlavní hrdinkou netradiční detektivky je Chloé, dvanáctiletá dívka žijící v domově pro postižené děti, jíž její psychomotorické postižení neumožňuje mluvit ani se vyjadřovat posunky. Nikdo netuší, že toto dítě je schopné nejen bedlivě pozorovat svět kolem sebe, ale také o něm logicky uvažovat. Pak dojde k vraždě a Chloé se snaží svému okolí sdělit, co ví… Hlavním tématem však není vyšetřování vraždy, ale snaha odlišné bytosti o dorozumění.
- Junkie Boot (2000)
- Toulouse du rose au noir (2000)
- Vagabondages (2000)
- La Java des ancêtres (2001)
- Tous pour un (2001) – román pro mládež
- L'Homme encerclé (2003)